# Ottone (település)
Ottone (ligur nyelven Uton, ligur nyelven Utùn) település Olaszországban, Emilia-Romagna régióban, Piacenza megyében. Lakosainak száma 432 fő (2023. január 1.). Ottone Cabella Ligure, Carrega Ligure, Cerignale, Ferriere, Gorreto, Rezzoaglio, Rovegno, Zerba és Brallo di Pregola községekkel határos.

## Népesség
A település lakossága az elmúlt években az alábbi módon változott:
| Lakosok száma | 516  | 495  | 432  |
|               | 2017 | 2018 | 2023 |